# Škoda 14Tr
Der Škoda 14Tr ist ein Oberleitungsbus des (damals) tschechoslowakischen Herstellers Škoda. 14 ist die fortlaufende Baureihennummer, die Abkürzung Tr steht für Trolejbus.
Der Fahrzeugtyp löste die Vorgängerserie Škoda 9Tr ab und kam bei vielen Obusbetrieben weltweit zum Einsatz. In der DDR gelangten Fahrzeuge zu den Betrieben in Weimar, Eberswalde und Potsdam. Insgesamt wurden etwa 3500 Oberleitungsbusse dieses Typs gebaut, wobei die in der DDR eingesetzten Škoda 14Tr ab etwa 1985 in Potsdam zusammengezogen wurden.

## Fahrzeughistorie
Ursprüngliche Pläne sahen bereits in den 60er Jahren einen Nachfolger als Trolleybus mit der Bezeichnung T 11 mit der Karosserie des Stadtbusses Karosa ŠM. Hierzu kam es aber nicht, da insbesondere die sowjetischen Betriebe als Großabnehmer die einfache Konstruktion des 9 Tr bevorzugten. In dieser Tradition entstand 1972 der Prototyp 14Tr, der Elemente des nur auf dem Papier gezeichneten Typs 13Tr aus 1969 übernahm. Ein weiterer Prototyp wurde 1974 fertiggestellt. Aufgrund der geplanten Ersetzung von Trolley- gegen Dieselbusse in der Tschechoslowakei wurde die weitere Entwicklung jedoch eingestellt. Erst mit den Auswirkungen der Ölpreiskrisen 1973/1979 und den Ölpreissteigerungen wurde die Bedeutung der Trolleybusse für den Personennahverkehr wieder erkennbar. Mit dem Bau von Kernkraftwerken im Rahmen des Nuklearprogramms der Tschechoslowakei war die elektrische Energie ein weiteres Argument für den Trolleybusverkehr. Ein weiterer Prototyp entstand 1980, die Serienproduktion fing 1981 an.
Betriebe, bei denen der Škoda 14Tr eingesetzt wird beziehungsweise wurde, sind unter anderem: Almaty, Archangelsk, Bratislava, Czernowitz, Jihlava, Kaunas, Lwiw, Ostrava, Pardubice, Pilsen, Riga, Simferopol, Szeged, Tallinn, Teplice, Tbilissi, Ústí nad Labem, Vilnius und Warna.
Bei vielen Betrieben erfuhren die Fahrzeuge des Typs Škoda 14Tr Modernisierungen und werden nun als Škoda 14TrM bezeichnet. Unter der Bezeichnung Škoda 15Tr wurde später eine Gelenkwagen-Variante auf Basis des Škoda 14Tr hergestellt, die unter anderem in Ostrava, Pilsen, Riga, Tallinn, Ústí nad Labem und Vilnius eingesetzt wird.
Eine Besonderheit sind die 240 Wagen der Variante 14TrSF für den Oberleitungsbus San Francisco, SF steht dabei für San Francisco. Unter anderem erhielten sie ihre elektrische Ausrüstung von Kiepe und wurden vom US-amerikanischen Unternehmen Electric Transit Incorporation zusammengebaut. In Dayton verkehren 57 gleichartige Fahrzeuge der Unterbaureihe 14TrE. Beide Unterbaureihen sind nur zweitürig, in San Francisco fehlt der hintere Einstieg, in Dayton der mittlere.
Eine weitere Besonderheit ist der Betrieb auf der Halbinsel Krim, dort werden Wagen des Typs 14Tr von der Gesellschaft Krymskyj trolejbus auf der längsten Obus-Linie der Welt eingesetzt. Besondere Merkmale der dortigen Fahrzeuge sind ihre zusätzlichen Nebelscheinwerfer, die dauerhaft verschlossene mittlere Türe, die 2+2-Bestuhlung sowie die Gardinen im Wageninneren.
Nicht durchsetzen konnte sich hingegen der Betrieb von 14Tr-Oberleitungsbusdoppeltraktionen. Jedoch führte der Hersteller Škoda im Jahr 1986 diesbezügliche Testreihen in Hradec Králové mit einem für die Sowjetunion entwickelten 14Tr-Zug durch, der später auch Probefahrten in Kiew unternahm.
1987 entstand außerdem in Zusammenarbeit mit den seinerzeit jugoslawischen Unternehmen Energoinvest, welches die Endmontage in Sarajevo durchführte, und Vaso Miskin Crni, welches die Karosserie nach eine Konzept des schweizerischen Unternehmens Alusuisse herstellte, während Škoda die elektrische Ausrüstung das Fahrgestell und die Achsen beisteuerte, ein Prototyp, welcher abweichend von den restlichen 14Tr über einen Aluminiumaufbau verfügte und als ŠEAL 100 (Škoda – Energoinvest – Alusuisse) bezeichnet wurde. Der Prototyp sowie zwei 1997 gefertigte Serienfahrzeuge wurden an den Oberleitungsbus Sarajevo geliefert, wo sie bis 2006 eingesetzt wurden.
Als Nachfolger war bereits in den 1980er Jahren der Niederflurtyp Škoda 17Tr auf Grundlage des Stadtbuskarosserie Karosa B 831 vorgesehen. Dieser sollte insbesondere für die Reaktivierung des Oberleitungsbus in Prag vorgesehen. Ziel war eine Vereinheitlichung der Karosserien wie beim T 11/ŠM 11 in den 60ern. Am Ende wurden nur drei Trolleybusse und paar Stadtbusse gebaut, womit die Vereinheitlichung als weiterer Versuch gewertet werden kann. Der 14Tr weiterhin in unterschiedlichen Modernisierungsgraden bis 2004 produziert wurde. Größere Stückzahlen erreichte der Škoda 21Tr/Škoda 22Tr der gemeinsam mit dem Stadtbus Škoda 21Ab ab 1991 entwickelt wurde und 1995 in Serie ging. Dies war der dritte und erstmalig erfolgreiche Versuch einer Vereinheitlichung der Karosserien.

## Technik
Der Škoda 14Tr ist ein zweiachsiger Hochflur-Trolleybus für den Linienverkehr mit drei Türen. Der Fußboden hat eine Höhe von 750 mm und ist aus dünnwandigen Stahlprofilen zusammengeschweißt, auf dieselbe Weise ist auch das Dach gebaut. Boden und Dach sind mit einem Korrosionsschutz versehen. Die Achsen des Busses sind pneumatisch gefedert und haben hydraulische Stoßdämpfer. Angetrieben wird der Bus von einer vierpoligen thyristorgesteuerten Gleichstrommaschine, die eine Dauerleistung von 100 kW bei 1540 min−1 abgibt. Die Traktionsspannung beträgt 600 V.
Die Oberleitungsbusse verfügen über 23 Sitz- sowie 75 Stehplätze und erreichen eine Höchstgeschwindigkeit von 65 km/h.

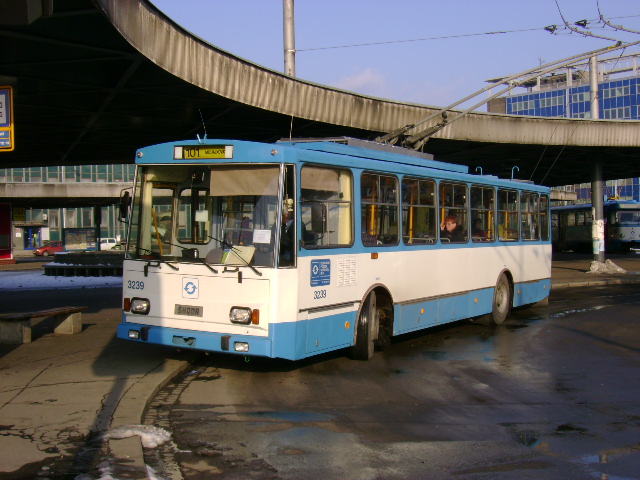
Ein Škoda 14Tr am Hauptbahnhof von Ostrava
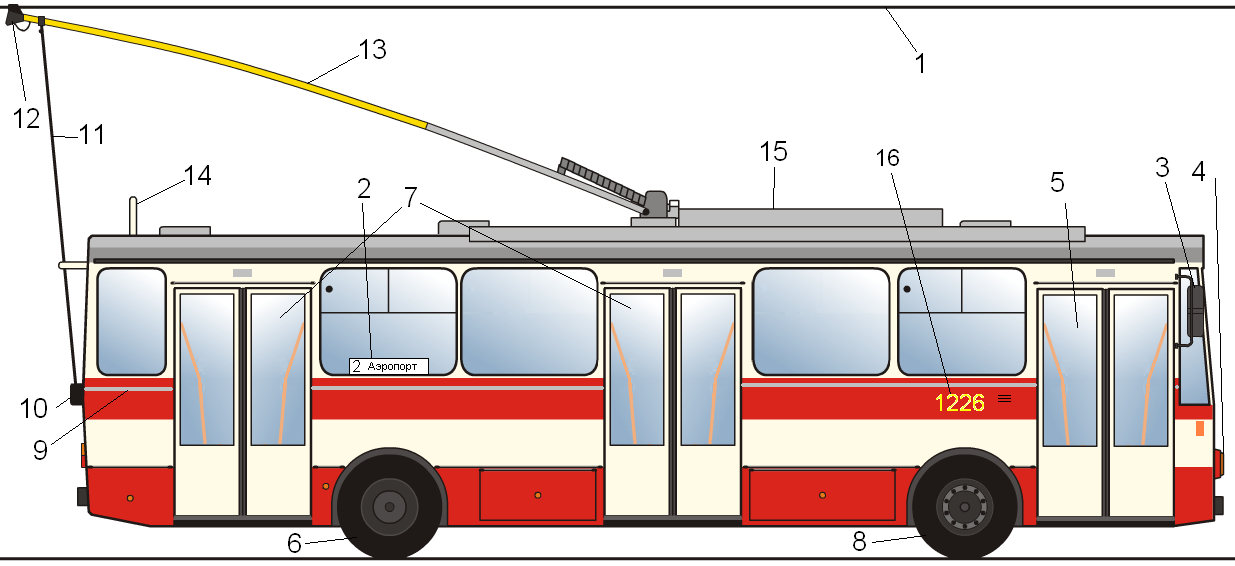
Schematische Darstellung
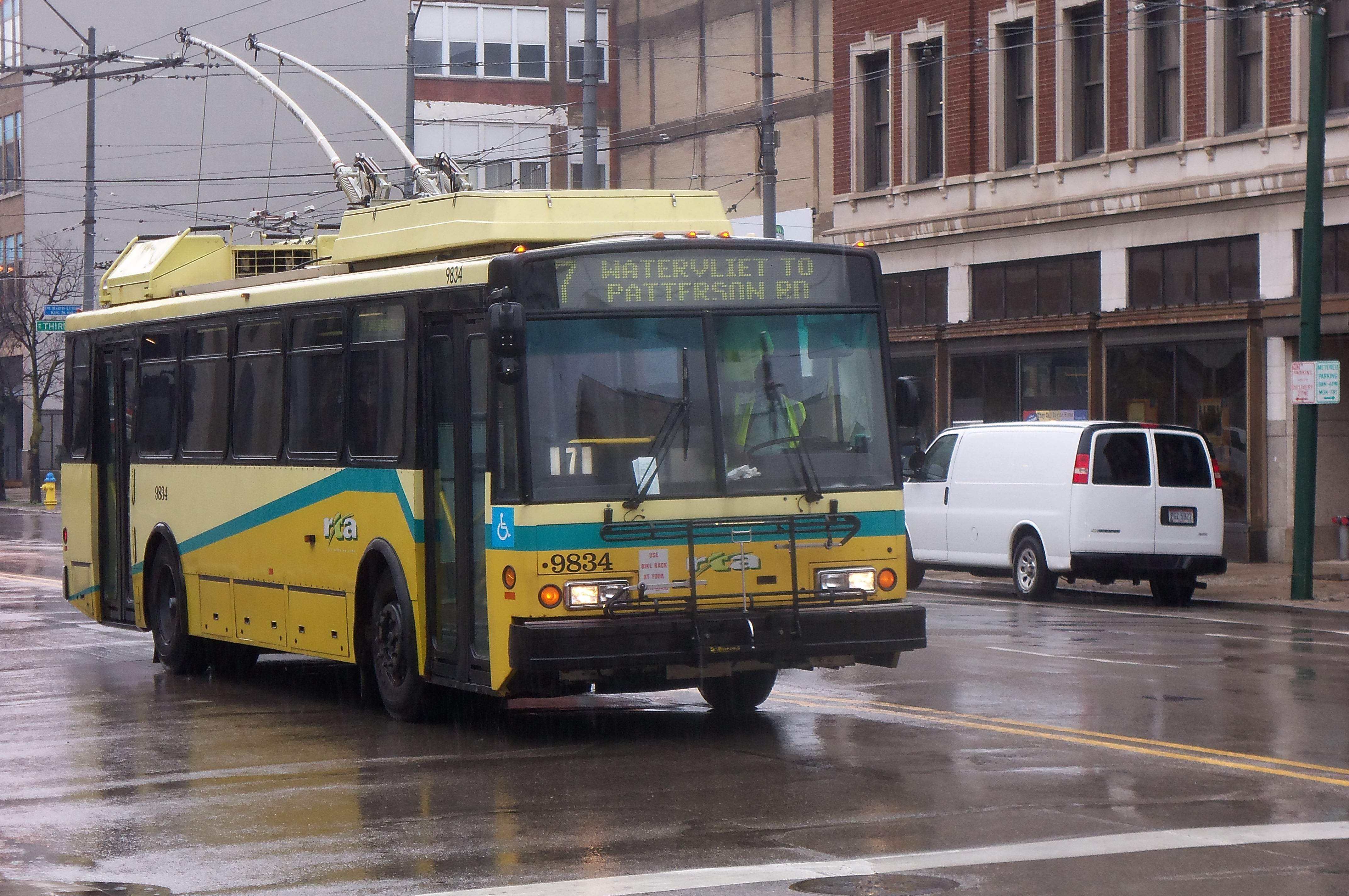
Ein zweitüriger 14TrE2 in Dayton (Ohio) im Jahr 2016
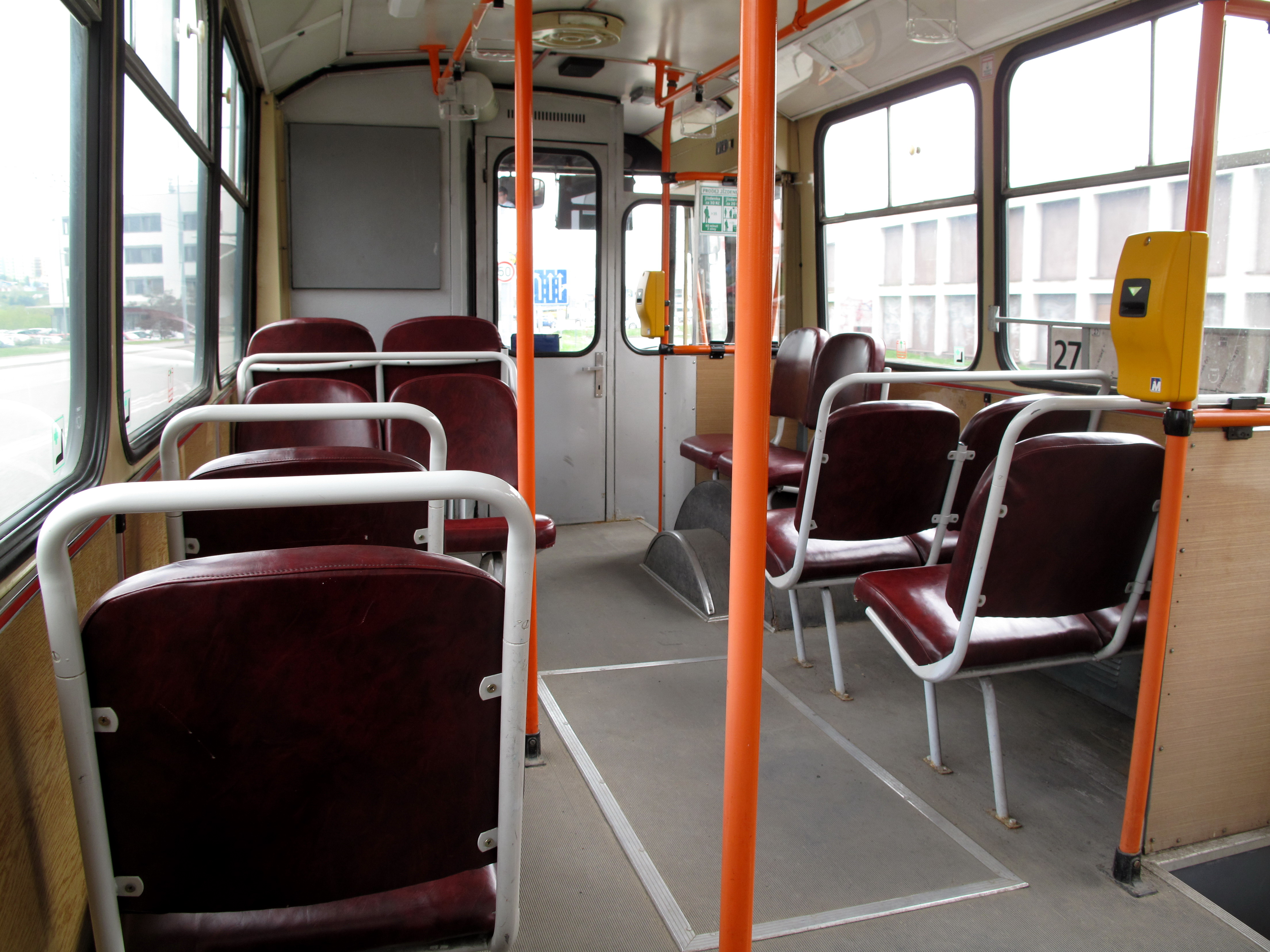
Innenraum
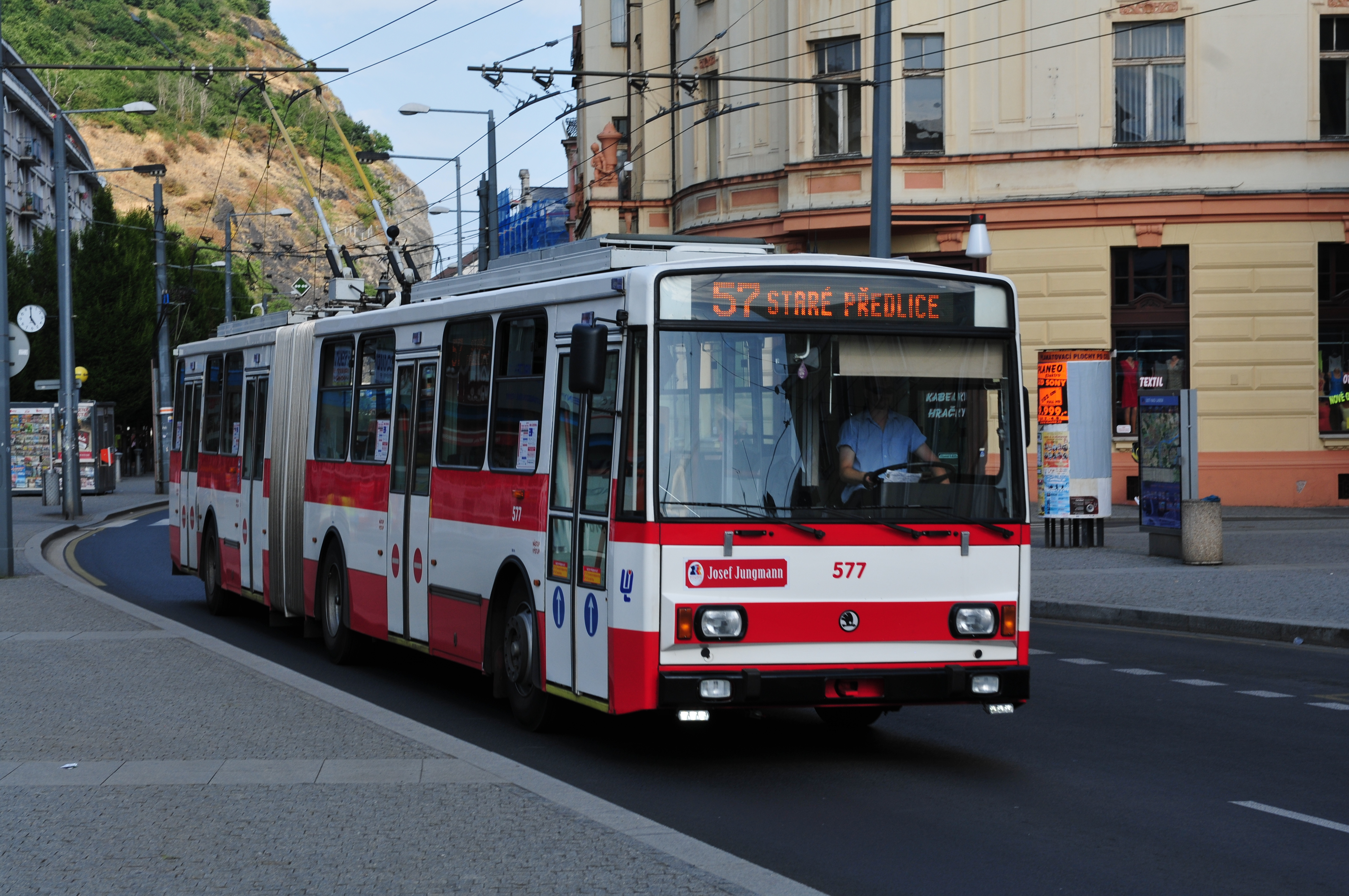
Škoda 15Tr in Ústí nad Labem: Variante als Gelenkwagen
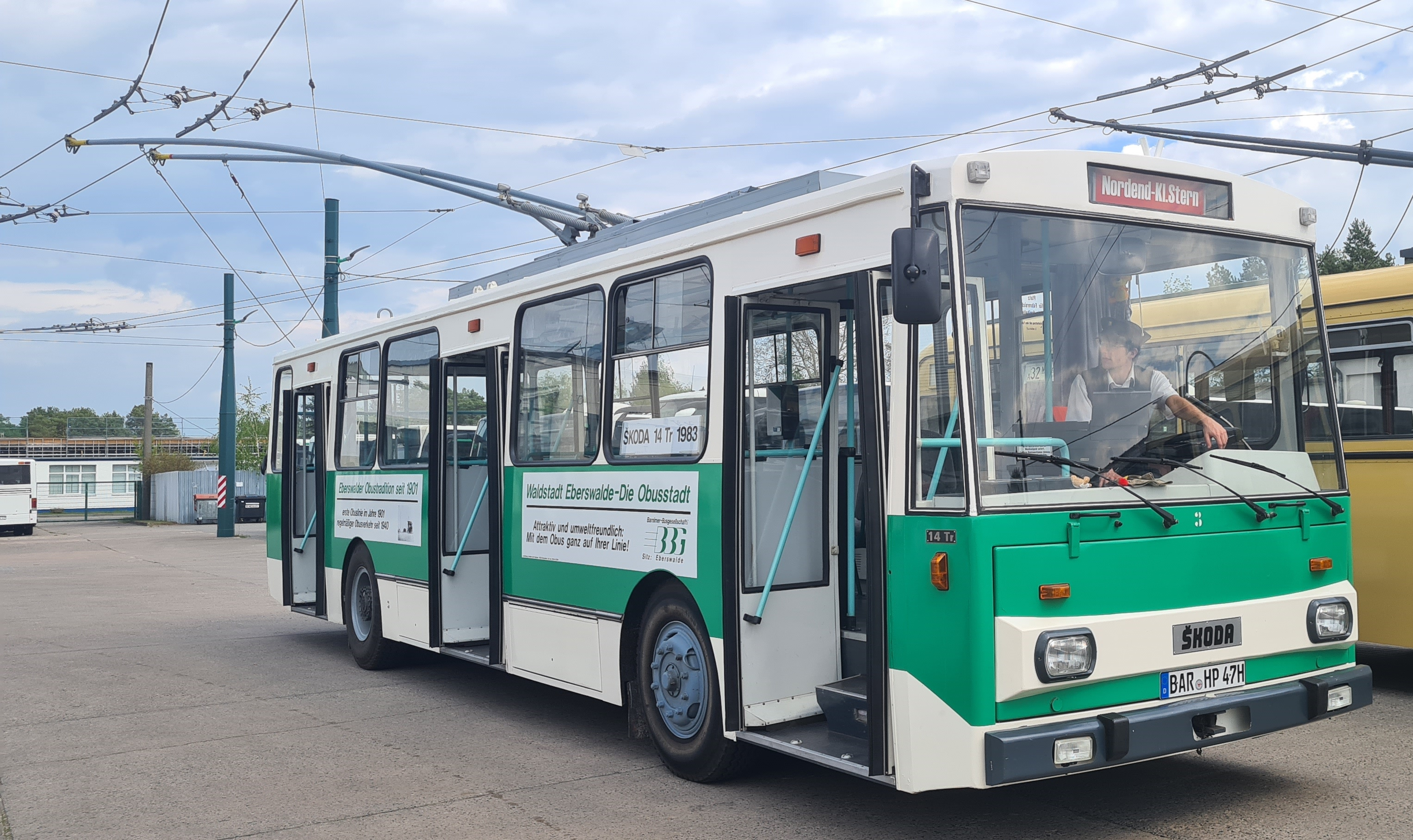
Škoda 14Tr, ex Weimar, ex Potsdam als historisches Fahrzeug in Eberswalde